# Пузыри на воде
Пузыри на воде (непальск. बुलबुल) — непальская кинодрама режиссёра Бинода Паудела. Премьера состоялась 15 февраля 2019 года. Фильм выдвигался от Непала на соискание премии «Оскар» в номинации «Лучший фильм на иностранном языке», однако не прошёл отбор.

## Сюжет
В драме показано положение женщины в современном Непале. Муж главной героини Ранакалы семь лет назад уехал в Саудовскую Аравию и перестал присылать деньги. Работая водителем авторикши, она самостоятельно зарабатывает на жизнь и в одиночку пытается тащить на себе всю семью — дочку отдала в интернат, заботится о парализованном свёкре. Соседи осуждают замужнюю женщину, когда в её жизни появляется новый ухажёр и она задумывается о новом браке.

## В главных ролях
| Актёр          | Роль     |
| -------------- | -------- |
| Свастима Хадка | Ранакала |
| Мукун Бусал    | Чопендра |
| Лакшми Бардева | Бима     |